# St. Nikolaus (Rhede)

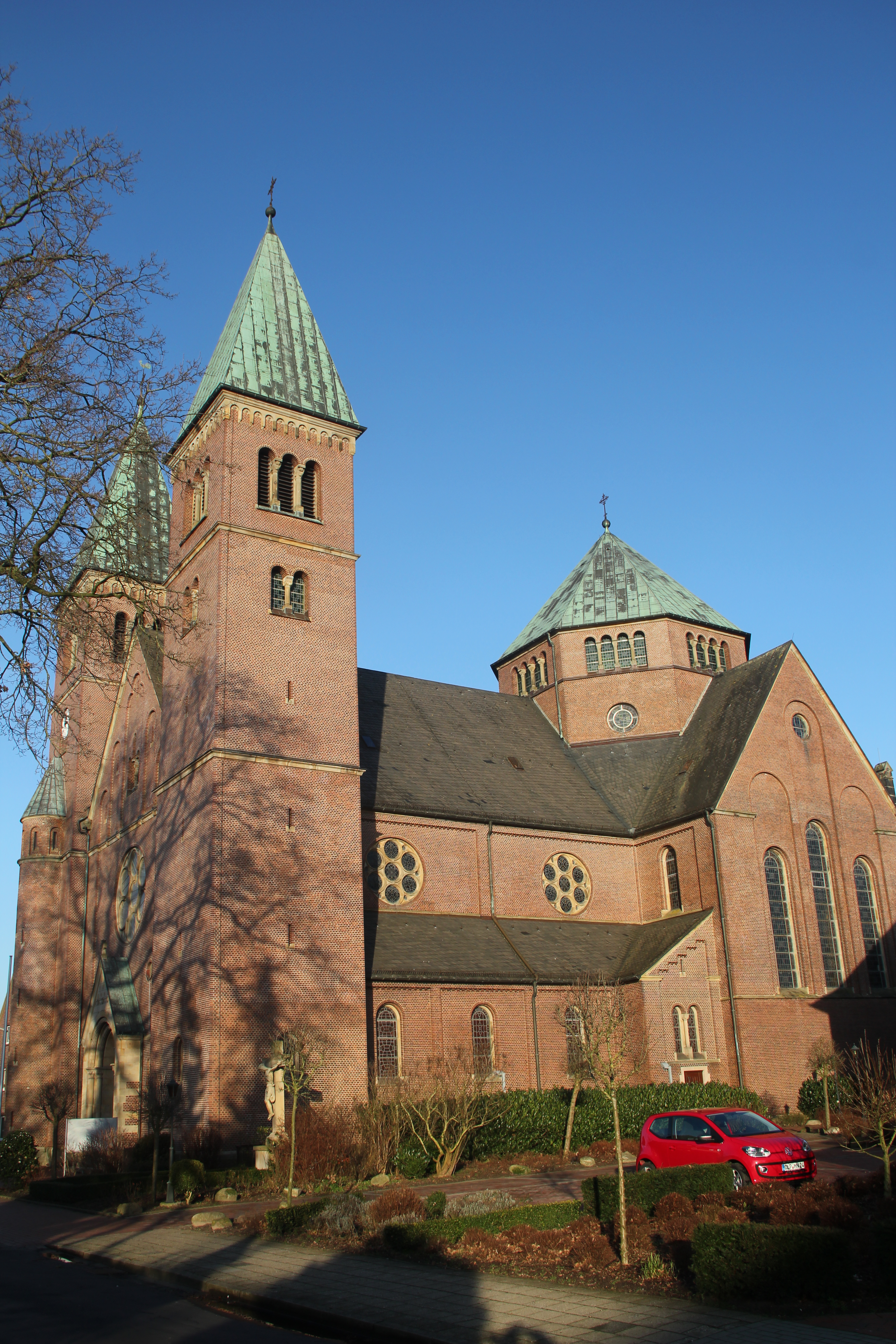
Rhede, St. Nikolaus

Die römisch-katholische Pfarrkirche St. Nikolaus steht in Rhede, einer Gemeinde im Landkreis Emsland in Niedersachsen. Sie wird von den Einheimischen aufgrund ihrer Größe und Ausstattung auch „Rheder Dom“ genannt. Die Kirchengemeinde gehört zum Dekanat Emsland-Nord im Bistum Osnabrück.

## Beschreibung
Zu Beginn des 20. Jahrhunderts wurde die alte Pfarrkirche zu klein. Deshalb wurde 1912/13 in der Mitte des Ortes eine neuromanische Basilika nach einem Entwurf von Wilhelm Sunder-Plassmann gebaut. Sie hat zwei quadratische Kirchtürme vor den Seitenschiffen im Westen, die mit Pyramidendächern bedeckt sind. In den obersten Geschossen der Türme, hinter den als Triforien gestalteten Klangarkaden, befinden sich die Glockenstühle, in denen insgesamt fünf Kirchenglocken hängen.
Das Langhaus hat drei Joche, die mit Kreuzgewölben überspannt sind. Zwischen Langhaus und Chor, an den eine halbrunde Apsis anschließt, kreuzt das Querschiff. Über der Kreuzung befindet sich eine achteckige Vierungskuppel, die ein Zeltdach trägt. Die Seitenschiffe haben Bogenfenster, die Obergaden bestehen aus Okuli. Zur Kirchenausstattung gehört ein um 1520 entstandener kleiner Flügelaltar. Die Orgel mit 27 Registern, verteilt auf zwei Manuale und ein Pedal, wurde 2009 von Martin Cladders gebaut.